# Marmury egineckie

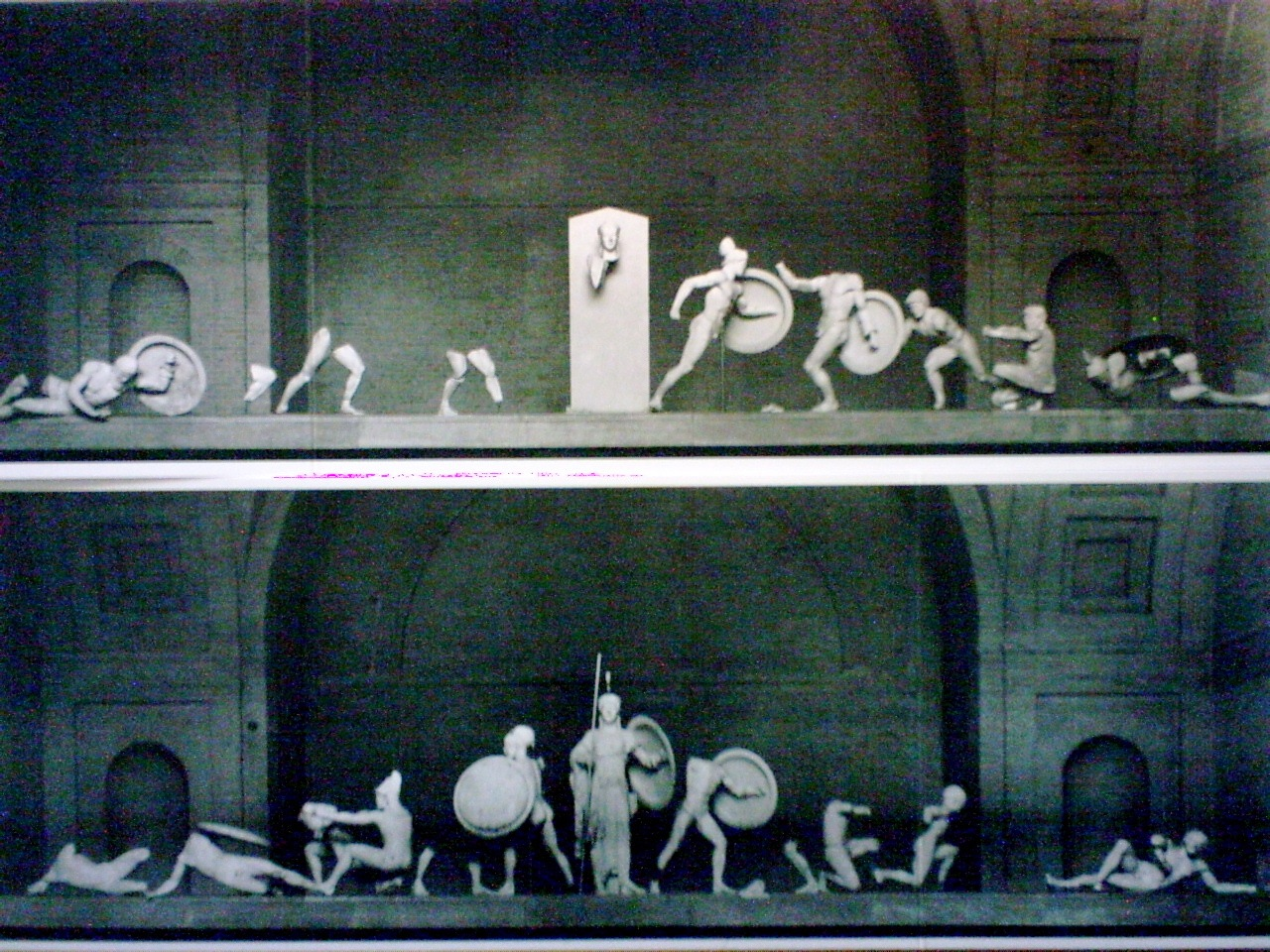
Marmury egineckie; na górze – tympanon wschodni, na dole – zachodni

Marmury egineckie – zespół 17 starożytnych greckich rzeźb architektonicznych o tematyce zaczerpniętej z historii wojny trojańskiej, odkrytych w 1811 i 1901 w ruinach świątyni Afai na Eginie, a znajdujących się obecnie w Gliptotece monachijskiej oraz w Narodowym Muzeum Archeologicznym w Atenach. Postacie przedstawione na tympanonach świątyni nazwano Eginetami.

## Pochodzenie
Rzeźby te stanowiły marmurowe kompozycje figuralne, umieszczone w przyczółkach sanktuarium patronki wyspy, lokalnej bogini Afai, identyfikowanej z Ateną. Sanktuarium było wapienną świątynią zbudowaną ok. 500–490 p.n.e. w formie doryckiego heksastylosu i znajdowało się w północno-wschodniej części Eginy. Posągi były dziełem anonimowych mistrzów egineckich, choć sądzi się także, że mogły być dziełem artystów ze szkoły Onatasa.

## Odkrycie
Pierwszego odkrycia doskonała ekspedycja C.R. Cockerella w 1811. Odnalezione wówczas rzeźby zostały zakupione przez Ludwika I Bawarskiego w 1813 i w latach 1815–1817 zrekonstruowane (nie zawsze poprawnie) przez Bertela Thorvaldsena w Rzymie. Od 1828 marmury egineckie znajdują się w Gliptotece monachijskiej. W pierwszej połowie XX wieku uzupełnienia Thorvaldsena zostały usunięte. W 1901 Adolf Furtwängler odnalazł dalsze fragmenty rzeźb z tego zespołu, które pozostawiono w Narodowym Muzeum Archeologicznym w Atenach.

## Kompozycja i znaczenie
Tympanon zachodni (ok. 500 p.n.e.), ukazujący walkę Achillesa, Ajaksa, Odyseusza i innych Greków z Trojańczykami w obecności Ateny o ciało leżącego Greka, obejmował trzynaście posągów o sztywnej, archaicznej kompozycji. Natomiast scena walki Telamona i Heraklesa o ciało poległego Ojklesa, wypełniająca tympanon wschodni (ok. 480 p.n.e.), została skomponowana swobodniej z jedenastu ożywionych i rytmicznie poruszonych figur. Postać Heraklesa napinającego łuk, pochodząca z tego tympanonu, inspirowała m.in. Antoine’a Bourdelle’a i Stanisława Wyspiańskiego.
Marmury egineckie stanowią fenomen artystyczny pozwalający prześledzić na przykładzie dekoracji jednej świątyni ewolucję formalną rzeźby greckiej w początkach V wieku p.n.e.

## Galeria

### Tympanon wschodni

#### Oryginał

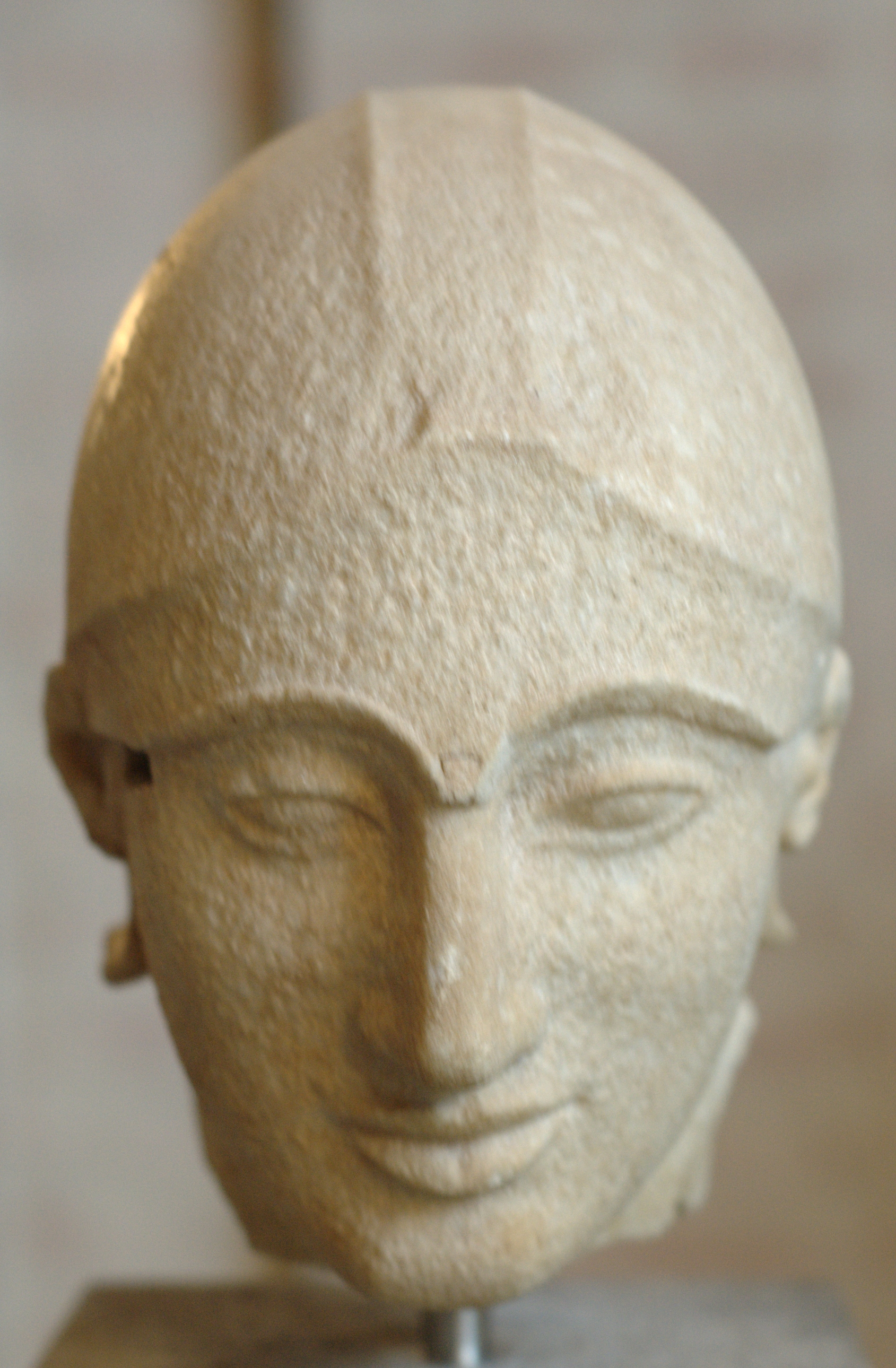
Głowa wojownika
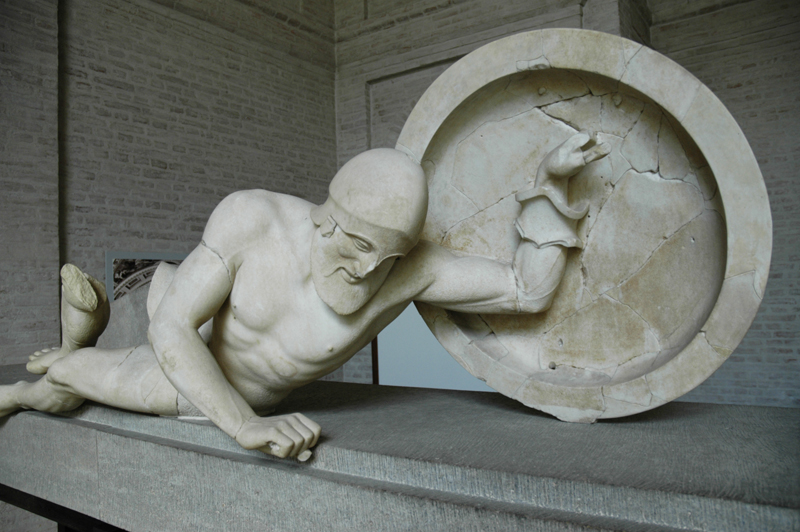
Umierający wojownik trojański
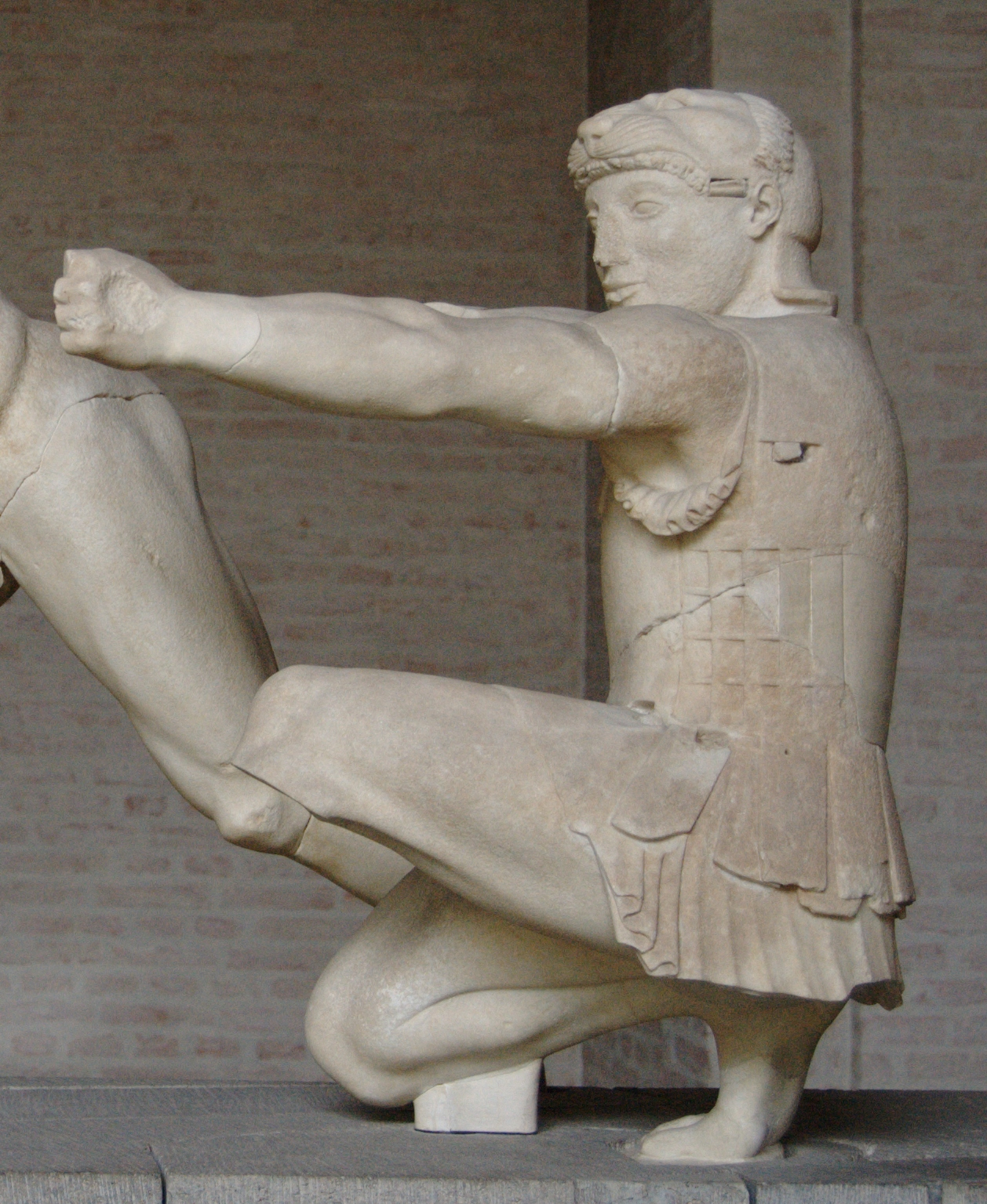
Herakles strzelający z łuku

#### Rekonstrukcja

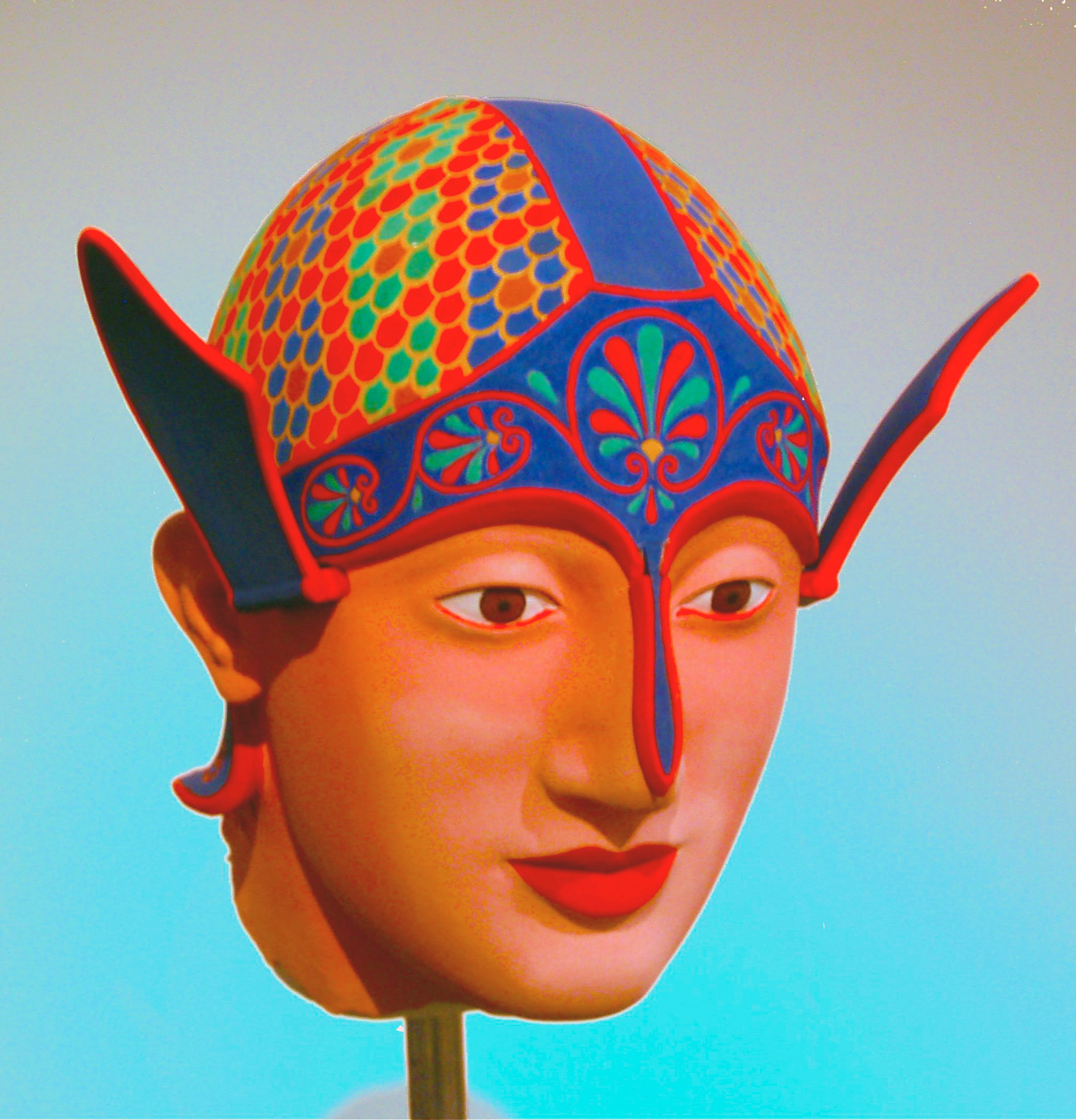
Głowa wojownika
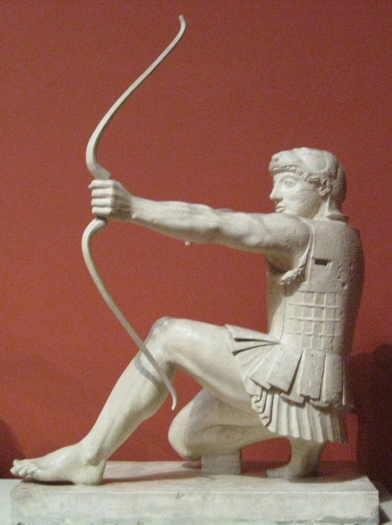
Herakles strzelający z łuku

### Tympanon zachodni

#### Oryginał

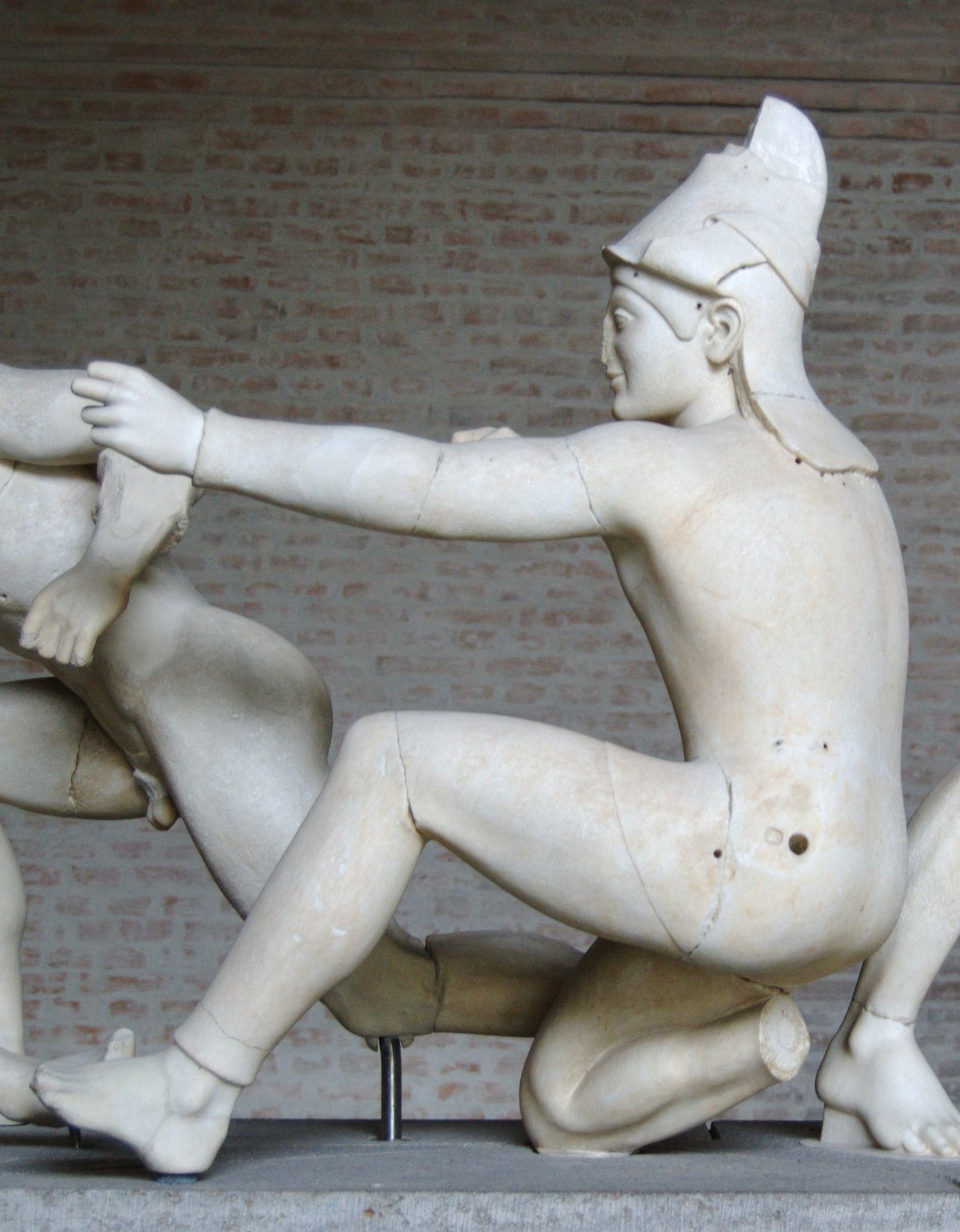
Łucznik trojański
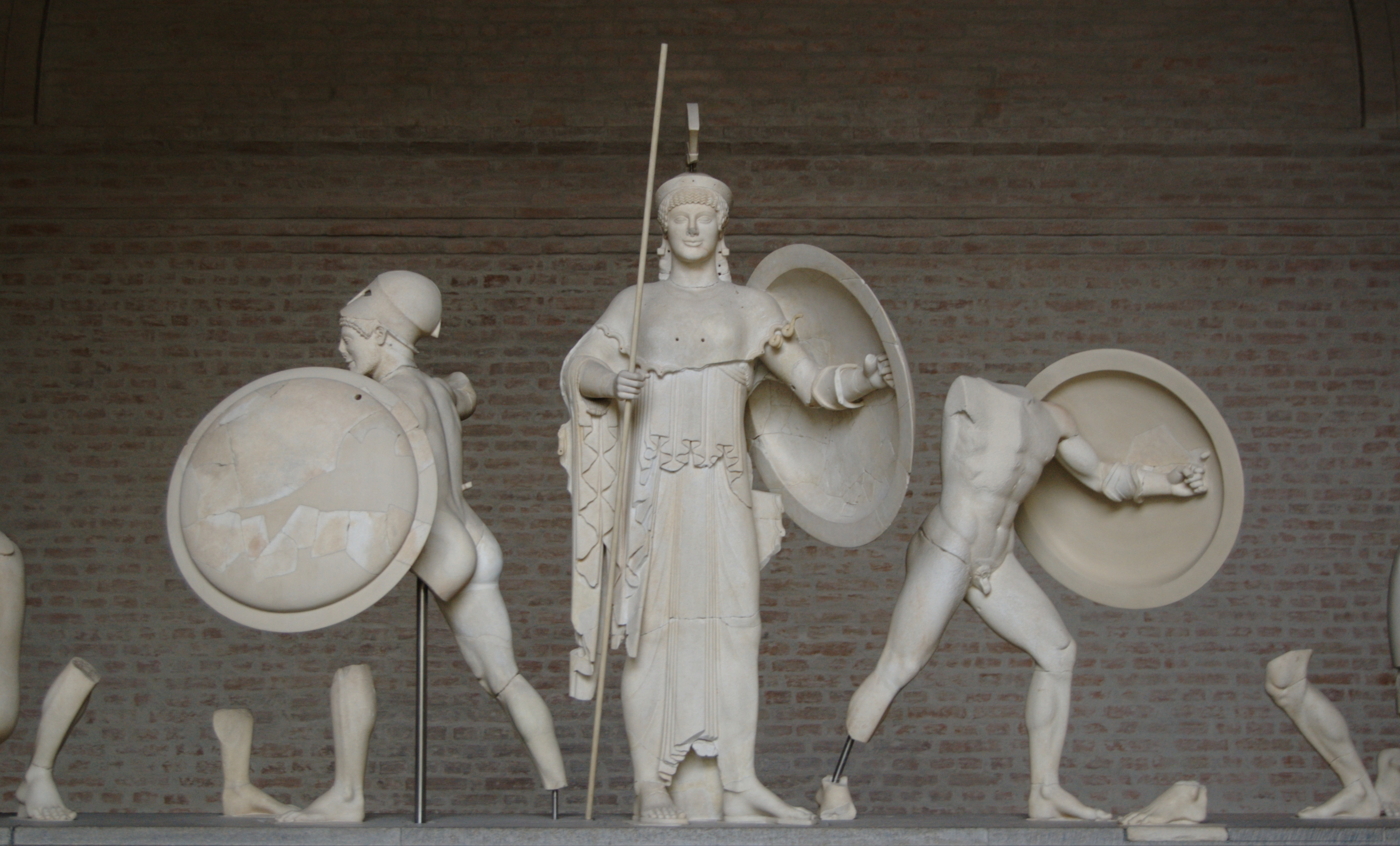
Walka Greków z Trojańczykami, w centrum Atena
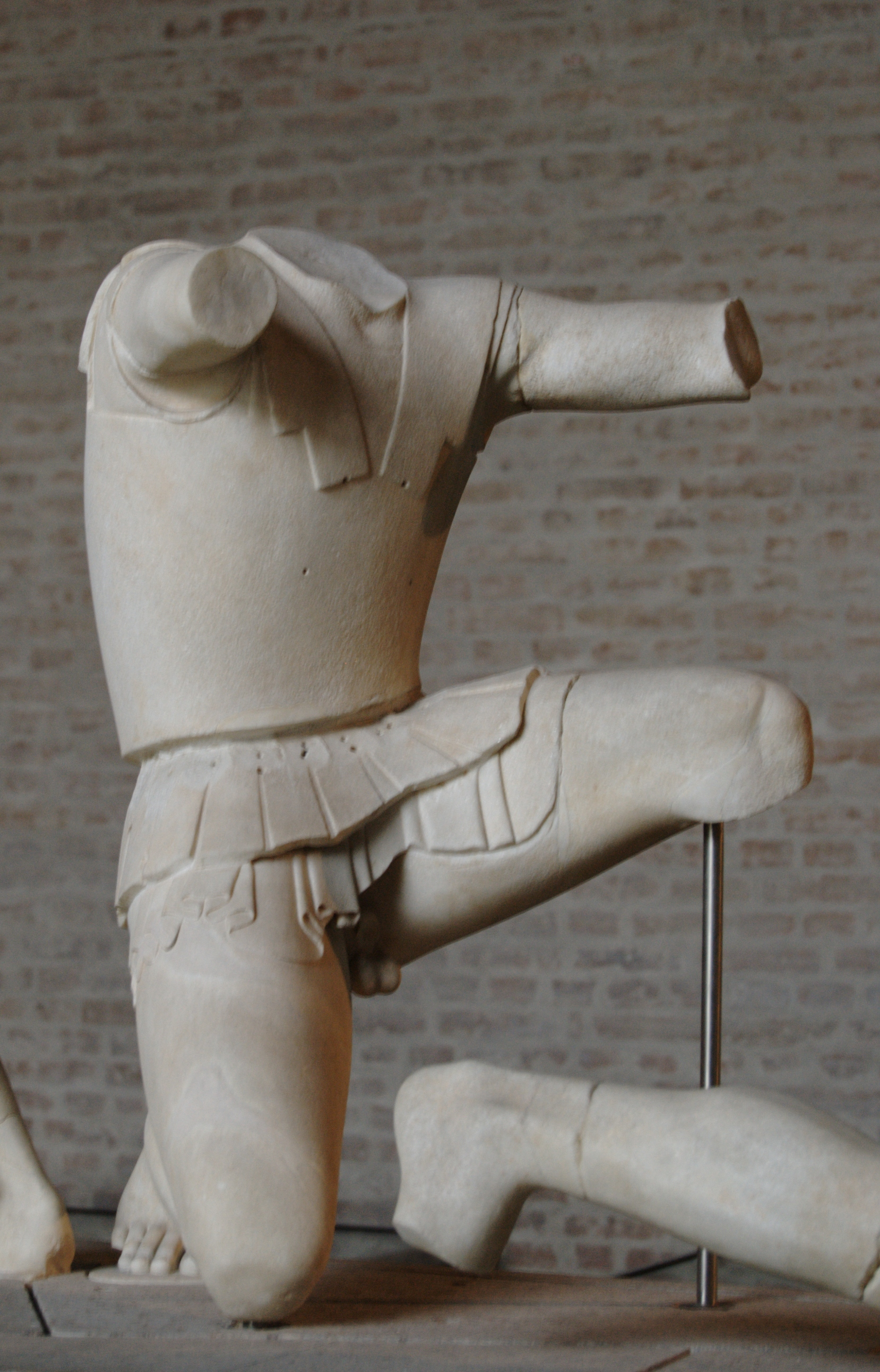
Łucznik grecki

#### Rekonstrukcja

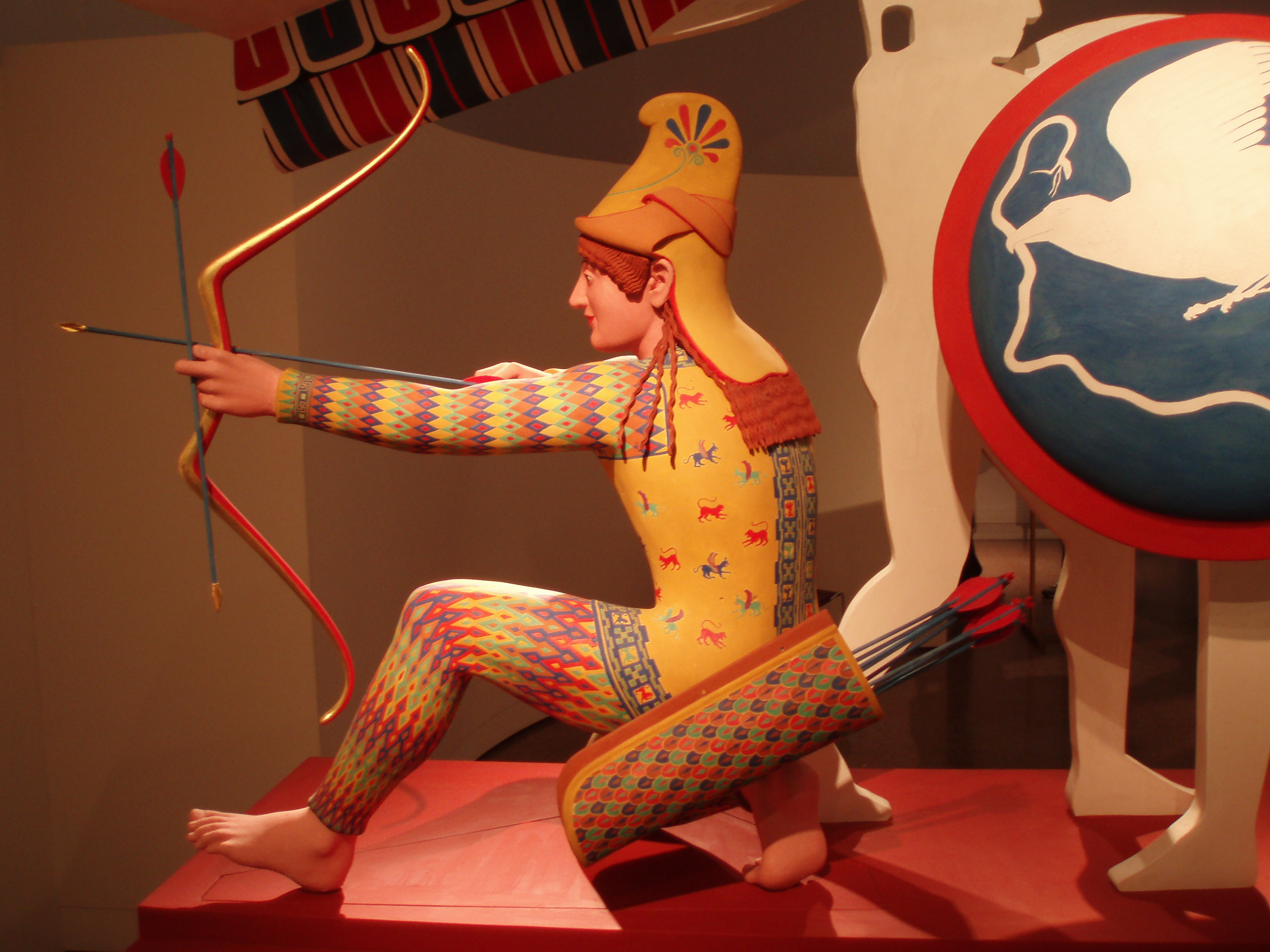
Łucznik trojański
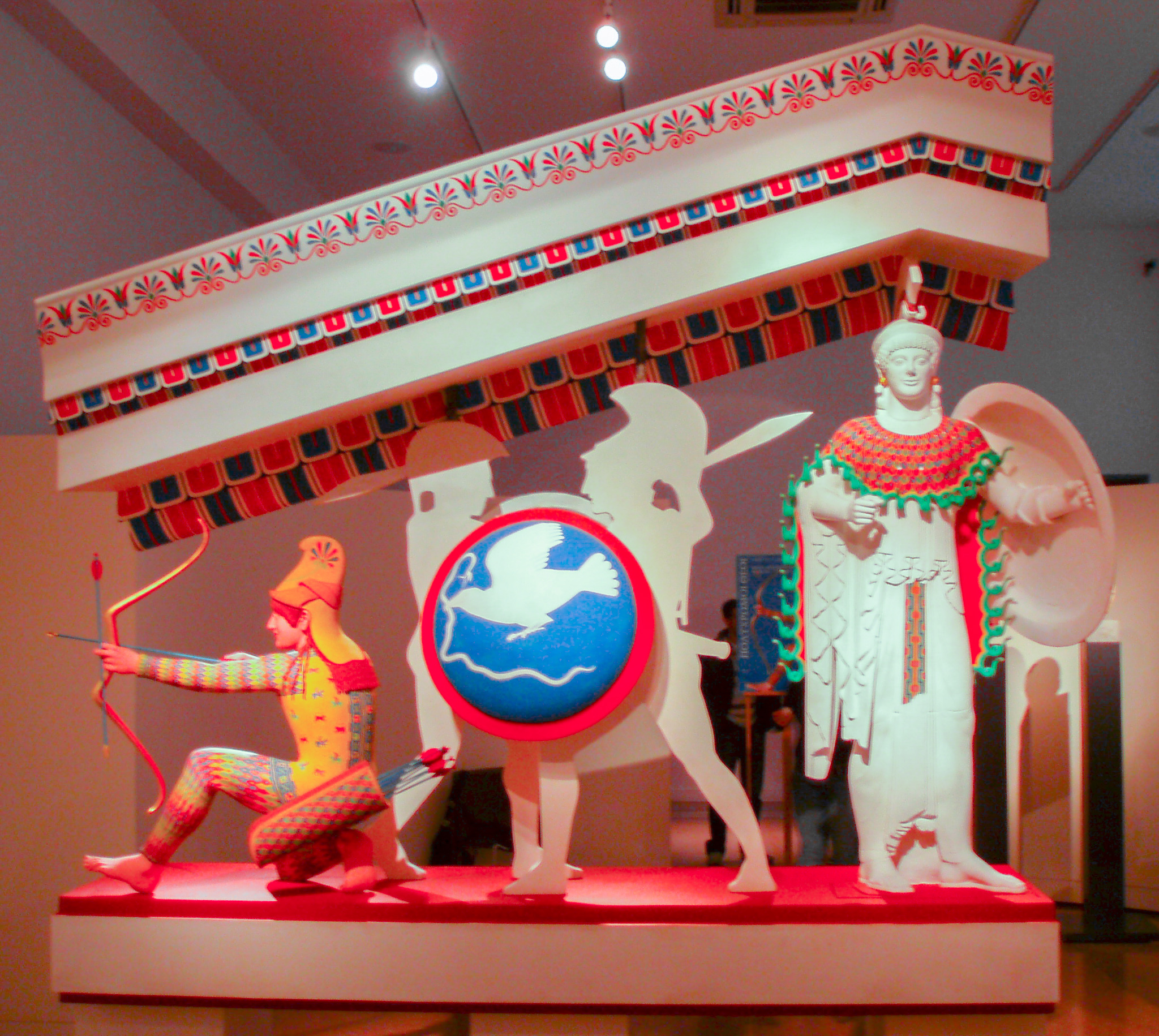
Walka Greków z Trojańczykami, w centrum Atena
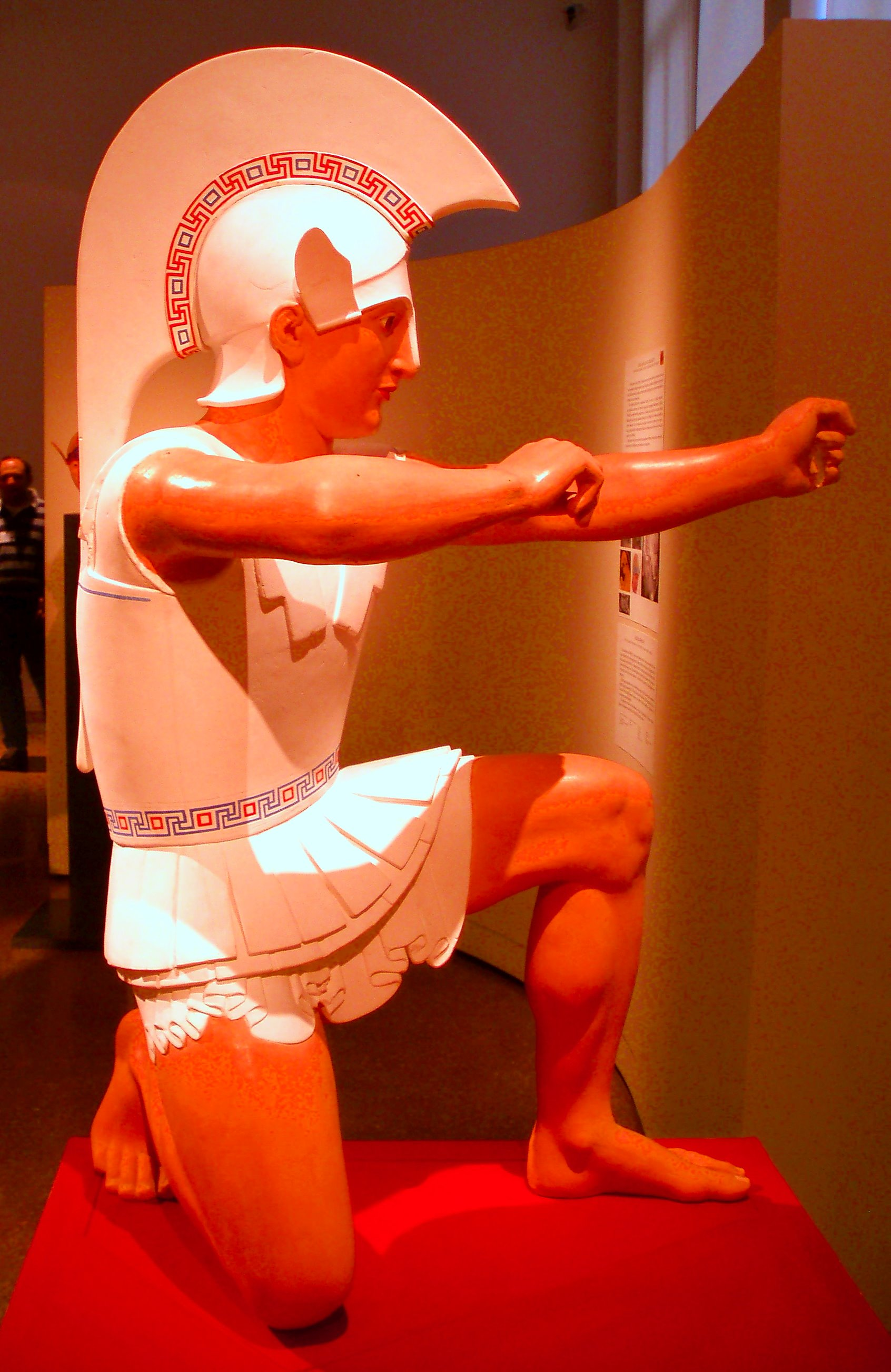
Łucznik grecki